# Yu Yang (fotbollsspelare)
Yu Yang (kinesiska: 于洋), född den 6 augusti 1989 i Tianjin, är en kinesisk professionell fotbollsspelare. Sedan 2015 spelar han för den kinesiska klubben Guangzhou R&F i Chinese Super League.

## Klubbkarriär
Yu Yang spelade som ung för Beijing Guoans ungdomslag, den 29 juni 2008 blev han kallad till en seniorlagsmatch mot Shanghai Shenhua i Chinese Super League där han gjorde sin debut. Yu Yang gjorde den säsongen ytterligare 4 matcher för seniorlaget. Säsongen därpå vann klubben ligan, Yu Yang tillhörde dock inte seniorlaget utan spelade endast för ungdomslagen det året. Säsongen 2010 vart Yu Yang utlånade till  Dalian Aerbin som spelade i Kinas tredje division. Han hjälpte där laget att vinna titeln och gå upp till Kinas andra division, Chinese League One.  När Yu återvände till Beijing Guoan i början av säsongen 2011 fick klubbens seniorlag en ny tränare, Jaime Pacheco. Yu Yang fick då återigen chansen att spela i seniorlaget och den 30 maj 2011 gjorde Yu sitt debutmål mot Shenzhen Ruby i en 4–0 vinst. Fastän Yu Yang bara spelade 2 matcher den säsongen så skulle Pacheco göra honom till en ordinarie spelare säsongen därpå.

## Landslagskarriär
När Yu Yang vart ordinarie spelare för Beijing Guoan säsongen 2012 fick han även chansen i Kinas landslag då förbundskaptenen José Antonio Camacho kallade honom till vänskapsmatchen mot Vietnam.